# Bulbophyllum saronae
Bulbophyllum saronae là một loài phong lan thuộc chi Bulbophyllum.